# Inês de Áustria
Inês de Áustria, também chamada Inés de Babemberga (em alemão: Agnes, em polonês:  Agnieszka Babenberg; 1108/1113 — Altemburgo, 1160/1163) foi duquesa da Polónia pelo seu casamento em 1125 com Vladislau II da Polónia "O desterrado" filho de Boleslau III da Polónia.

## Relações familiares
Foi filha de Leopoldo III da Áustria e de Inês da Germânia, filha do Imperador Henrique IV do Sacro Império Romano-Germânico.
Do casamento com Vladislau II da Polónia "O desterrado" nasceu:
1. Boleslau I da Silésia "o Alto" Duque da Silésia (1127 —  8 de Dezembro de 1201) casou com Adelaide de Sulzbach.
2. Riquilda da Polônia (1140 — 16 de junho de 1185) casada por duas vezes, a primeira com Afonso VII de Leão e Castela e a segunda com Ramon Berengário III da Provença.
3. Miecislau I da Silésia, duque de Oppeln casou com Ludmila.
4. Conrado, o Perna Finas, (entre 1146 e 1157 - 17 de janeiro 1190) duque de Głogów desde 1177 até sua morte.
5. Alberto da Polónia (1156 - 1168 ou 1178)